# Lissozodes basalis
Lissozodes basalis är en skalbaggsart som först beskrevs av White 1855.  Lissozodes basalis ingår i släktet Lissozodes och familjen långhorningar. Inga underarter finns listade i Catalogue of Life.